# Clan Aso
Il clan Aso (阿蘇氏?, Aso-shi) fu un clan di samurai del Giappone medievale della provincia di Higo. Discendenti di Kamuyaimimi no mikoto, un figlio dell'imperatore Jinmu. Asotsuhiko no mikoto, figlio di Kamuyamimi, fu nominato Aso-kuni no miyatsuko. I suoi discendenti presero il nome Aso, e durante il regno di Keikō divennero custodi del tempio Asojinja nella provincia di Higo.

## Membri importanti del clan
- Aso Korekuni (阿蘇 惟國?)

- Aso Korezumi (阿蘇 惟澄?) figlio di Korekuni, si schierò con la Corte del Sud durante il periodo Nanboku-chō. Fu sconfitto a Tatarahama nel 1336 da Ashikaga Takauji ma continuò a supportare Yasunaga-Shinrō. La sua residenza fu nel castello di Yabe (Chikugo).

- Aso Korenao (阿蘇 惟直?; morto 1336) fu ucciso nella battaglia di Tatarahama (Chikuzen).

- Aso Taketsune (菊池 武経?; 1480 - 1537) Sommo sacerdote del santuario di Aso e figlio di Korenori. I servitori del clan Kikuchi lo misero a capo della famiglia ma gli Ōtomo lo cacciarono. Fuggì a Satsuma dopo aver passato la carica di sacerdote al fratello.

- Aso Koretoyo  (阿蘇 惟豊?; 1492 - 1559) discendente di Korenao, governava il castello di Yabu, con una rendita di 300.000 koku. Si alleò con il clan Ōtomo e per questo fu attaccato dagli Shimazu.

- Aso Koremasa (阿蘇 惟将?; 1520 - 1583) figlio di Koretoyo, fu anche sommo sacerdote del tempio di Aso. Sotto pressione dai clan Shimazu e Ryūzōji, riuscì in seguito a stipulare una pace.

- Aso Koremitsu (阿蘇 惟光?; 1581–1593) figlio di Koremasa, era ancora un bambino quando il padre morì. Nel 1588, quando la provincia di Higo fu divisa tra Konishi Yukinaga e Katō Kiyomasa, Koremitsu si trasferì da quest'ultimo. Toyotomi Hideyoshi ordinò che fosse ucciso quando aveva 13 anni.

I discendenti della famiglia Aso divennero baroni dopo l'abolizione del sistema han.